# Sarah (Argentine)
Pour les articles homonymes, voir Sarah.
Sarah est une localité rurale argentine située dans le département de Chapaleufú, dans la province de La Pampa.

## Démographie
La localité compte 204 habitants (Indec, 2010), soit un déclin de 25 % par rapport au précédent recensement de 2001 qui comptait 263 habitants.